# Barra española

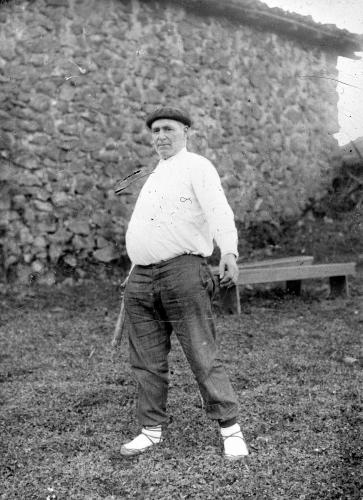
Palankari, hombre que lanza barra vasca.

La barra española es un deporte tradicional de España, que agrupa distintas modalidades regionales de lanzamiento de barra como la barra castellana, la barra vasca y la barra aragonesa. Consiste en el lanzamiento de una barra metálica de longitud que varía según la región. Formó parte del programa de pruebas del Campeonato de España de Atletismo desde el año 1930 hasta 1963, actualmente se realizan competiciones de barra en algunas provincias y municipios como parte de los actos culturales de las fiestas mayores. El peso máximo de la barra en la categoría masculina es de 7 Kilos, mientras que en la categoría femenina es de 4.

## Orígenes
Fue una tradición popular muy extendida por España que tiene sus orígenes en las barras de metal que se usaban en los oficios más representativos de cada zona como los molineros o mineros, para competir entre ellos.
Históricamente se pueden encontrar múltiples referencias a este deporte a lo largo de la historia.
Gaspar Melchor de Jovellanos, el primer escritor español que consideró al deporte como una actividad de interés general, nos habla de la barra como una actividad frecuente y prestigiosa en el siglo XVII.
Anteriormente en el siglo XVI, Cristóbal Méndez recomendaba el ejercicio de la barra, junto con el de los bolos, por considerarlos actividades que desarrollan todo el cuerpo.
Pero quizá, el más importante dato escrito a la hora de ensalzar este deporte, nos viene de nuestro autor más universal. La importancia no viene dada por el contenido en sí mismo, sino por la grandeza del escritor. Cuando Miguel de Cervantes, aunque de pasada hace referencia a la barra.